# Bassi Maestro
Bassi Maestro, de son vrai nom Davide Bassi, né le 3 aout 1973 à Milan est un rappeur italien. Pendant sa carrière, il a collaboré avec plusieurs rappeurs italiens tels que Fabri Fibra, Mondo Marcio et Emis Killa.

## Biographie

### Années 1980 et 2000
Les premières productions musicales de Bassi peuvent être retracées à 1987 et 1988, lorsqu'il était adolescent. En 1990 et 1991, il participe à la DMC atteignant les demi-finales à deux reprises. Il se fait connaître dans le rap italien comme DJ à la fin des années 1980 et au début des années 1990. Son premier contact avec le rap date de 1988 lorsqu'il réalise deux chansons en anglais intitulées Explicitin the Facts et Art From the Heart. En 1992, il réalise une démo de huit chansons intitulée Furia solistaqui rappelle le style syncopé du groupe Public Enemy et de Lou X dans Dal basso ; aussi, en 1993, il publie sa deuxième démo, Bastian contrario. En 1995, il lance le label Mixmen Production avec Otierre (El Presidente et Davo).
Chez Mixmen, il y publie son premier album studio, Contro gli estimatori, qui fait participer les rappeurs Torment du groupe Sottotono, El Présidente et Pina du groupe Otierre. Il publie ensuite son deuxième album studio Foto di gruppo. En 2004, il publie son album L'ultimo testimone, qui suit en 2005 de l'album Hate, avec une sonorité hip-hop old-school.

### Années 2010
En 2010, il publie l'EP Vivo e vero EP, qui fait participer Asher Kuno, Jack the Smoker, Emis Killa, et le rappeur américain A.G. du duo The Beatnuts. La même année, il collabore sur la chanson Io no de Two Fingerz. À la fin de l'année, il collabore avec de nombreux artistes et groupes américains comme Coolio, Rakim, Busta Rhymes, Talib Kweli, M.O.P., Joell Ortiz, Jim Jones, Lloyd Banks, Chico DeBarge. Il participe aussi à la compilation Beatbox Selection Vol. 1, publiée le 21 mars 2010, sur laquelle est incluse la chanson Io No.
Le 28 mars 2011, il publie la vidéo de L'amore dov'è? en featuring avec Ghemon. Il collabore avec le rappeur milanais Jack the Smoker sur Otis Freestyle. Le 16 février 2012, il publie la vidéo de Pluristellato réalisée et animée par Frank Siciliano. Le 23 avril 2012, il publie la vidéo de Hai sbagliato artista sous la direction de Alberto Salvucci. Il collabore aussi avec Reka The Saint, MC des Queens et affilié de Screwball. Il collabore avec les rappeurs Zampa et Babaman. Le 31 décembre 2012, il publie sur son compte SoundCloud la mixtape F.U.C.K. 2012.
Le 12 novembre 2013, il réalise un nouvel EP en collaboration avec Mondo Marcio, intitulé Vieni a prenderci. L'album est publié en format numérique puis physique (à 500 exemplaires).

## Discographie

### Albums studio
- 1996 : Contro gli estimatori
- 1998 : Foto di gruppo
- 2000 : Classico
- 2001 : Rapper italiano
- 2002 : Background
- 2003 : Classe 73
- 2004 : Seven: The Street Prequel
- 2004 : L'ultimo testimone
- 2005 : Hate
- 2006 : V.E.L.M. (Vivi e lascia morire)
- 2007 : Sushi EP
- 2009 : La lettera B (avec Babaman)
- 2010 : Vivo e vero EP
- 2011 : Tutti a casa
- 2012 : Stanno tutti bene
- 2012 : Per la mia gente - For My People (avec DJ Marco Polo et Ghemon)
- 2013 : Vieni a prenderci (avec Mondo Marcio)
- 2013 : Guarda in cielo

### Albums collaboratifs
- 1997 : The Micragnous EP (avec Sano Business)
- 1998 : Underground Troopers (avec Sano Business)
- 2004 : Esuberanza (avec Sano Business)
- 2007 : Crossover (avec Sano Business)
- 2008 : Low Cost Raiders (avec Dublinerz)